# Liste de personnalités galloises
Cette liste de personnalités galloises rassemble des individus gallois ou couramment associés au pays de Galles.

## Acteurs
- Richard Burton (1925-1984)
- Timothy Dalton (né en 1946)
- Tom Ellis (né en 1978)
- Luke Evans (né en 1979)
- Ioan Gruffudd (né en 1973)
- Anthony Hopkins (né en 1937)
- Terry Jones (1942-2020)
- Eve Myles (née en 1978)
- Iwan Rheon (né en 1985)
- Michael Sheen (né en 1969)
- Catherine Zeta-Jones (née en 1969)
- Taron Egerton

## Écrivains
- Aneirin (VIe siècle)
- Asser (mort en 908/909)
- Trezza Azzopardi (née en 1961)
- Dafydd ap Gwilym (vers 1320 – vers 1370)
- Roald Dahl (1916-1990)
- Edward Tegla Davies (1880-1967)
- Ken Follett (né en 1949)
- Gautier Map (vers 1140 – vers 1210)
- Giraud de Barri (vers 1145 – vers 1220)
- Richard Llewellyn (1906-1983)
- Robin Llwyd ab Owain (né en 1958)
- Iolo Morganwg (1747-1826)
- John Cowper Powys (1872-1963)
- Alastair Reynolds (né en 1966)
- Taliesin (VIe siècle)
- Dylan Thomas (1914-1953)
- Henry Vaughan (1622-1695)
- Vernon Watkins (1906-1967)

## Musiciens
- Shirley Bassey (née en 1937)
- John Cale (né en 1942)
- Charlotte Church (née en 1986)
- Spencer Davis (1939-2020)
- Marina Diamandis (née en 1985)
- Duffy (née en 1984)
- Endaf Emlyn (né en 1944)
- Geraint Evans (1922-1992)
- Andy Fairweather-Low (né en 1948)
- Pete Ham (1947-1975)
- Mary Hopkin (née en 1950)
- Katherine Jenkins (née en 1980)
- Gwyneth Jones (née en 1936)
- Kelly Jones (né en 1974)
- Michael Jones (né en 1952)
- Tom Jones (né en 1940)
- Ivor Novello (1893-1951)
- Margaret Price (1941-2011)
- Harry Secombe (1921-2001)
- Meic Stevens (né en 1942)
- Bryn Terfel (né en 1965)
- Bonnie Tyler (née en 1951)

### Groupes
- The Alarm
- Amen Corner
- The Automatic
- Badfinger
- Y Blew
- Budgie
- Bullet for My Valentine
- Catfish and the Bottlemen
- Demented Are Go
- Funeral for a Friend
- Future of the Left
- Gene Loves Jezebel
- Gorky's Zygotic Mynci
- The Joy Formidable
- Kids in Glass Houses
- Lostprophets
- Manic Street Preachers
- Mclusky
- Neck Deep
- The Peth
- Skindred
- Stereophonics
- Super Furry Animals

## Personnalités politiques
- Leo Abse (1917-2008), député
- Aneurin Bevan (1897-1960), ministre de la Santé
- Mark Drakeford (né en 1954), Premier ministre gallois
- Dafydd Elis-Thomas (né en 1946), membre du Senedd
- Gwynfor Evans (1912-2005), député
- Roy Jenkins (1920-2003), chancelier de l'Échiquier
- Carwyn Jones (né en 1967), Premier ministre gallois
- Elin Jones (née en 1966), présidente du Senedd
- Ieuan Wyn Jones (né en 1949), vice-premier ministre gallois
- Neil Kinnock (né en 1942), leader du Parti travailliste
- Saunders Lewis (1893-1985), militant nationaliste
- David Lloyd George (1863-1945), Premier ministre britannique
- Alun Michael (né en 1943), Premier ministre gallois
- Rhodri Morgan (né en 1939), Premier ministre gallois
- Adam Price (né en 1968), leader du Plaid Cymru
- Ivor Richard (1932-2018), leader de la Chambre des lords
- Leanne Wood (née en 1971), leader du Plaid Cymru

## Rois et princes
- Cadwallon ap Cadfan (mort en 633), roi du Gwynedd
- Cunedda (fl. 400-450), roi du Gwynedd
- Dafydd ap Gruffudd (mort en 1283), prince de Galles
- Gruffydd ap Cynan (vers 1035-1137), roi du Gwynedd
- Gwenllian ferch Llywelyn (1282-1337), fille de Llywelyn le Dernier
- Gwenllian ferch Gruffydd (1097-1137), princesse du Deheubarth
- Henri VII (1457-1509), roi d'Angleterre
- Hywel le Bon (887–950), prince du Deheubarth
- Llywelyn le Grand (1173-1240), prince de Galles
- Llywelyn le Dernier (vers 1225-1282), prince de Galles
- Owain Glyndŵr (vers 1359 – vers 1415), prince de Galles
- Owain Gwynedd (1100-1170), roi du Gwynedd
- Rhodri le Grand (vers 820-878), roi du Gwynedd
- Rhys ap Gruffydd (1132-1197), prince du Deheubarth

## Scientifiques
- Glyn Daniel (1914-1986), archéologue
- Donald Davies (1924-2000), informaticien
- Lyn Evans (né en 1945), physicien
- William Grove (1811-1896), chimiste et avocat
- Gwilym Jenkins (1932-1982), statisticien
- Brian David Josephson (né en 1940), physicien
- T. E. Lawrence (1888-1935), archéologue, militaire et diplomate
- Edward Lhuyd (1660-1709), naturaliste et linguiste
- Thomas Pennant (1726-1798), naturaliste
- John Protheroe (1582-1624), astronome
- Robert Recorde (vers 1512-1558), mathématicien
- Isaac Roberts (1829-1904), astronome
- Henry Morton Stanley (1841-1904), explorateur
- Alfred Russel Wallace (1823-1913), naturaliste
- Raymond Williams (1921-1988), théoricien de la littérature

## Sportifs

### Football
- Gareth Bale (né en 1989)
- John Charles (1931-2004)
- Jessica Fishlock (née en 1987)
- Ryan Giggs (né en 1973)
- Rhys Griffiths (né en 1980)
- Mark Hughes (né en 1963)
- Craig Jones (né en 1987)
- Ian Rush (né en 1961)
- Neville Southall (né en 1958)
- Gary Speed (1969-2011)
- John Toshack (né en 1949)
- Helen Ward (née en 1986)

### Rugby
- Phil Bennett (1948-2022)
- Liza Burgess (née en 1964)
- Gerald Davies (né en 1945)
- Mervyn Davies (1946-2012)
- John Dawes (1940-2021)
- Gareth Edwards (né en 1947)
- Ieuan Evans (né en 1964)
- Arthur Gould (1864-1919)
- Frank Hancock (1859-1943)
- Carwyn James (1929-1983)
- Barry John (né en 1945)
- Jack Matthews (1920-2012)
- Cliff Morgan (1930-2013)
- Gwyn Nicholls (1874-1939)
- Bleddyn Williams (1923-2009)
- Johnny Williams (1882-1916)
- JPR Williams (né en 1949)
- Shane Williams (né en 1977)

### Autres sports
- Chaz Davies (né en 1987), pilote de moto
- David Davies (né en 1985), nageur
- David Evans (né en 1974), joueur de squash
- Tanni Grey-Thompson (née en 1969), athlète
- Colin Jackson (né en 1967), athlète
- Rebecca James (née en 1991), cycliste
- Tom Pryce (1949-1977), pilote automobile
- Geraint Thomas (né en 1986), cycliste
- Ian Woosnam (né en 1958), golfeur